# Ану (коммуна)
Ану́ (фр. Anoux) — коммуна во французском департаменте Мёрт и Мозель, региона Лотарингия. Относится к  кантону Брие.

## География
Ану расположен в 29 км к северо-западу от Меца и в 7 км к северо-западу от Брие. Соседние коммуны: Мансьель на северо-востоке, Манс, Брие и Лантефонтен на юго-востоке, Ле-Барош и Любе на юге. Деревню пересекает ручей Сешво.

## Демография
Население коммуны на 2010 год составляло 277 человек.
| 1962 | 1968 | 1975 | 1982 | 1990 | 1999 | 2010 |
| ---- | ---- | ---- | ---- | ---- | ---- | ---- |
| 324  | 305  | 251  | 332  | 309  | 287  | 277  |